# Partito del Centro Moderno
Il Partito del Centro Moderno (in sloveno Stranka Modernega Centra, abbreviato in SMC) è stato un partito politico sloveno di centrosinistra fondato dal giurista Miro Cerar. Si è fuso nel 2021 con il Partito dell'attività economica formando il partito Concretamente.

## Storia
Il partito è stato fondato nel 2014 con il nome di Partito di Miro Cerar (Stranka Mira Cerarja) dopo le dimissioni di Alenka Bratušek da Primo Ministro e si è presentato alle elezioni anticipate ottenendo il 34,5%, il risultato più alto ottenuto da un partito in Slovenia dopo quello di Democrazia Liberale di Slovenia nel 2000.
Il 21 novembre 2014 è entrato a far parte dell'ALDE.
Il partito ha assunto il nome attuale nel congresso del 7 marzo 2015.
A seguito dei negoziati che avrebbero portato alla formazione del quattordicesimo governo della Slovenia sotto la guida di Janez Janša, di cui SMC sarebbe stato partner di governo, il fondatore e presidente Miro Cerar abbandonò il partito dichiarando che "non perseguiva più i suoi valori fondanti" e invitando gli altri membri del partito a fare altrettanto.

## Risultati elettorali
| Elezione          | Voti    | %     | Seggi   | Posizione   |
| ----------------- | ------- | ----- | ------- | ----------- |
| Parlamentari 2014 | 301.563 | 34,49 | 36 / 90 | Maggioranza |
| Parlamentari 2018 | 85.705  | 9,75  | 10 / 90 | Maggioranza |